# TomeRaider

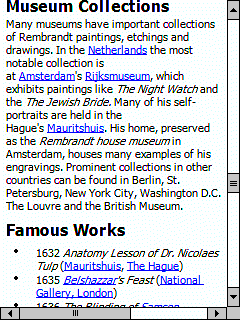
TomeRaider-Screenshot

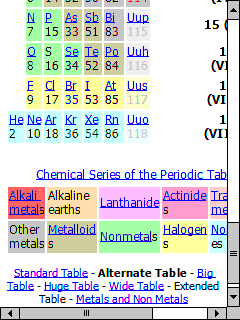
Farben im TomeRaider

TomeRaider [ˈtoʊmˌɹeɪdəɹ] ist ein Textdatenbank-Browser für PDAs und PCs.
TomeRaider erlaubt es, große Dateien, wie zum Beispiel Enzyklopädien oder umfangreiche Bücher, auf PDAs anzuzeigen. Der Hersteller hebt vor allem die Geschwindigkeit seines Produkts hervor.
Von TomeRaider gibt es eine kostenlose Testversion auf der Herstellerseite mit Versionen für Windows Mobile, Palm OS und EPOC/Symbian OS Handhelds und Windows (ab Windows 2000). Außerdem ist TomeRaider seit 2010 für Android verfügbar.
Viele TomeRaider-E-Books können gratis aus dem Web heruntergeladen werden. Seit November 2009 hat Mat Ripley aus dem TomeRaider-Team einen Code-Generator für TomeRaider für sämtliche Plattformen freigegeben. TomeRaider ist ab Version 3.3.9 nur noch kostenpflichtig zu beziehen.
Ab Version 3, die seit Oktober 2004 verfügbar ist, können auch Bilder dargestellt werden. HTML-Tags wie Tabellen und Farbe werden derzeit nur für die Pocket-PC-Version unterstützt. Ohne Registrierung ist sie jedoch nur stark eingeschränkt nutzbar (Crippleware), da jedes fünfte Dokument nicht angezeigt wird.

## TomeRaider-Format
In diesem TR-Format werden E-Books verfasst. Diese können dann mit der TomeRaider-Software (Textdatenbank-Browser für Handheldgeräte wie PDAs) angesehen werden. E-Books im TomeRaider-Format eignen sich vor allem, wenn es um große Nachschlagewerke geht, wie Enzyklopädien und Wörterbücher.